# White Knight
De Scaled Composites Model 318 White Knight ook gekend als White Knight One is een draagvliegtuig dat werd ingezet voor de lancering van het ruimtevaartuig SpaceShipOne.
White Knight en SpaceShipOne werden ontworpen door Burt Rutan en gebouwd door Scaled Composites, een bedrijf opgericht in 1982 door Rutan. Tijdens drie verschillende vluchten in 2004 lanceerde White Knight het SpaceShipOne naar een suborbitale ruimtevlucht  waarmee het het eerste private tuig werd dat de ruimte bereikte.
Na de laatste SpaceShipOne vlucht werd de White Knight verhuurd voor een drop tests van het Boeing X-37 ruimtevliegtuig, van juni 2005 tot april 2006. In 2014 werd White Knight uit dienst genomen en toegevoegd aan de inventaris van de Flying Heritage Collection.
De White Knight werd opgevolgd door White Knight Two  voor de lancering van SpaceShipTwo.